# Ortuella
Ortuella – gmina w Hiszpanii, w prowincji Biskaja, w Kraju Basków, o powierzchni 7,73 km². W 2011 roku gmina liczyła 8416 mieszkańców.